# Lantmarskalk
Lantmarskalk (landmarszałek) – wysoki państwowy urząd ustanowiony w Szwecji w 1627 roku. Istniał do 1866. Formalnie lantmarskalk (wym: lantmarszalk) pełnił funkcję marszałka Szwedzkiego Parlamentu Stanowego (Ståndsriksdagen), który istniał do roku 1866, gdy zastąpił go dzisiejszy demokratyczny Riksdag.
Nie powinno się mylić urzędu landmarszałka z urzędem zwanym Riksmarsk – naczelnym dowódcą wojskowym ówczesnej Szwecji.

## Portrety niektórych landmarszałków

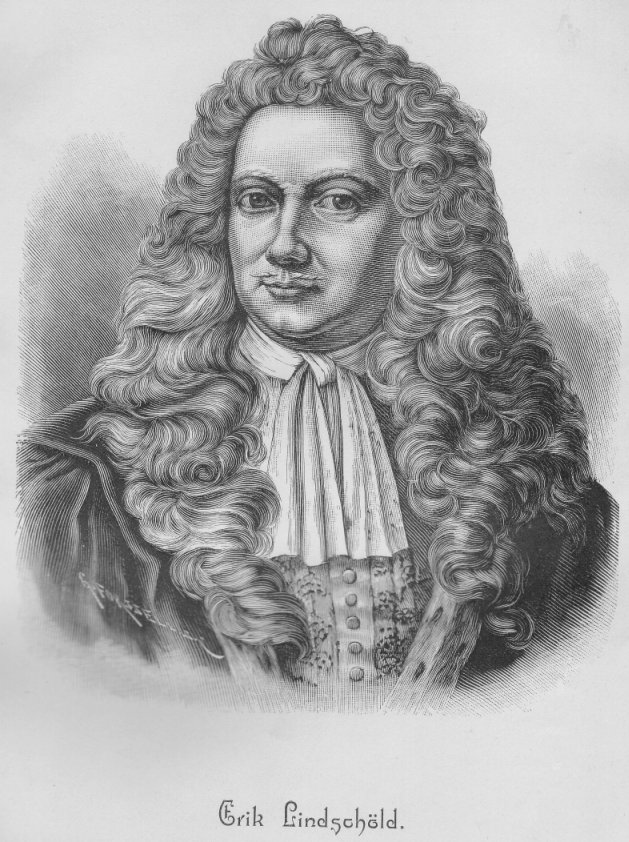
Erik Lindschöld
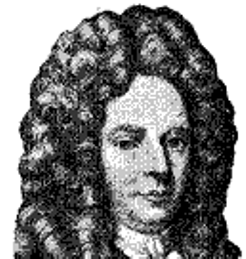
Per Ribbing (1670–1719)
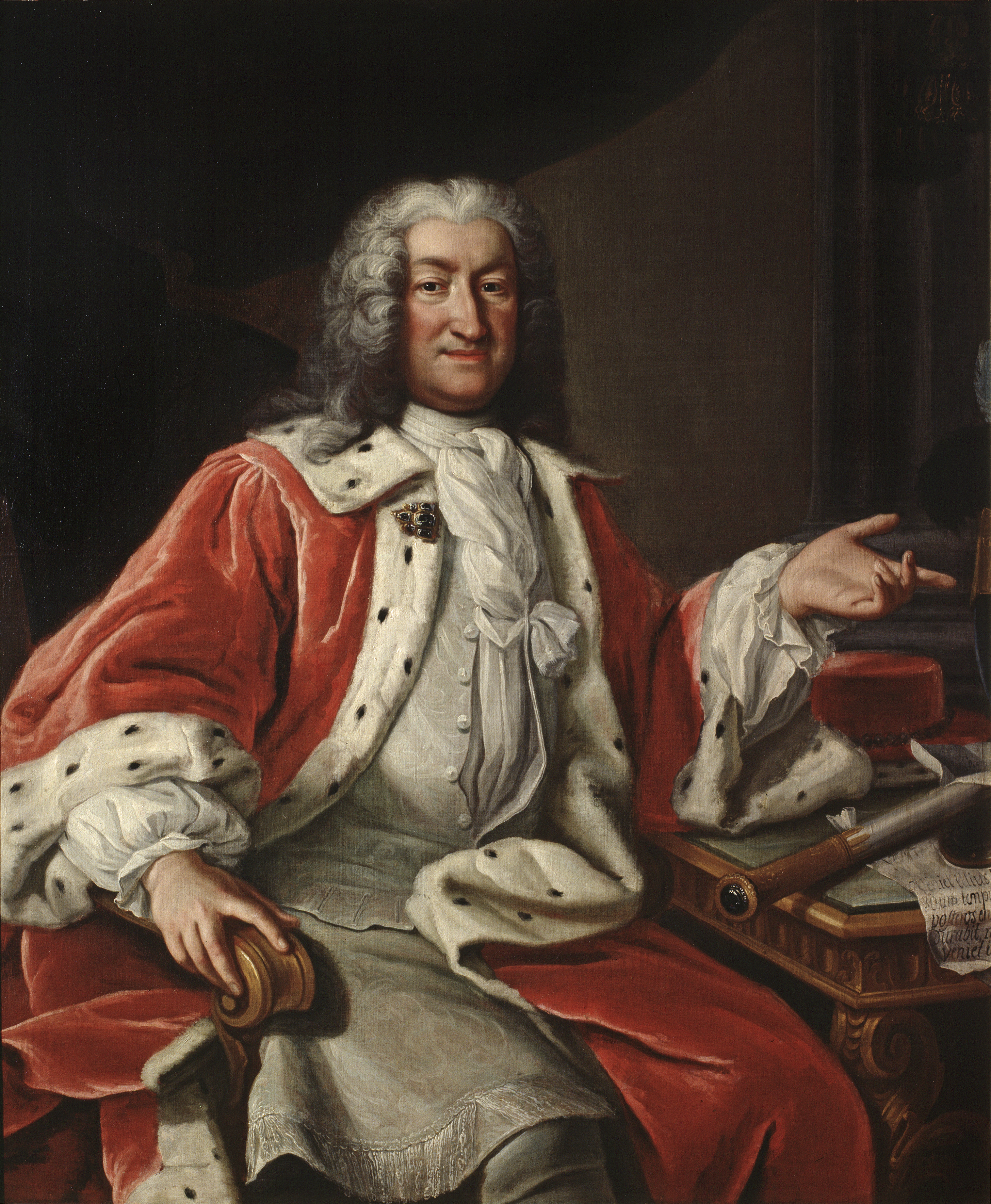
Arvid Horn
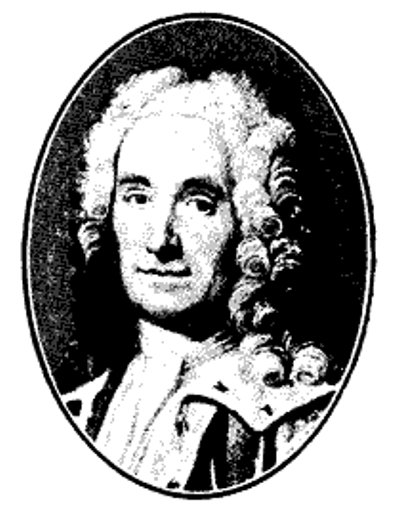
Swen Lagerberg (1672–1746)
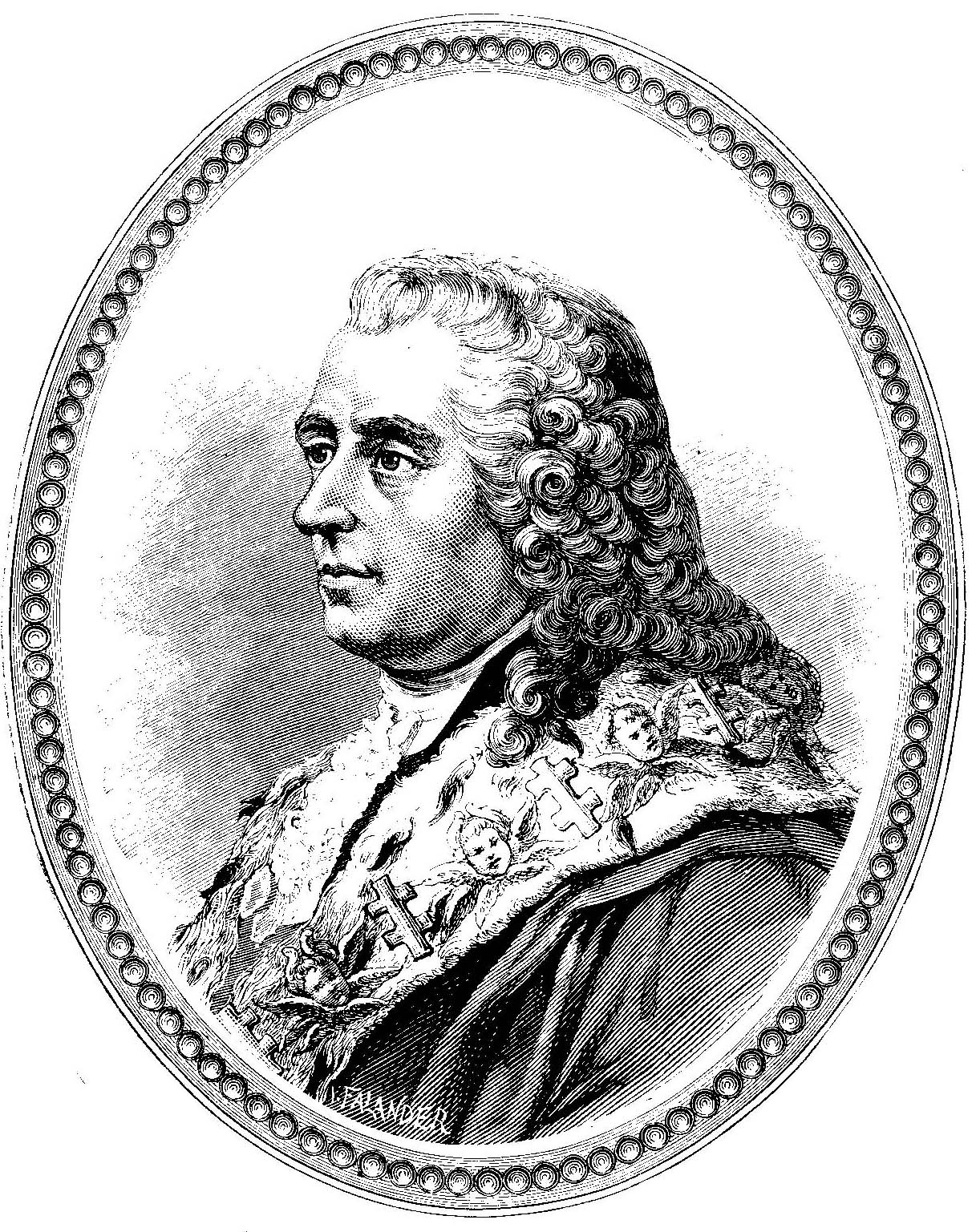
Carl Gustaf Tessin
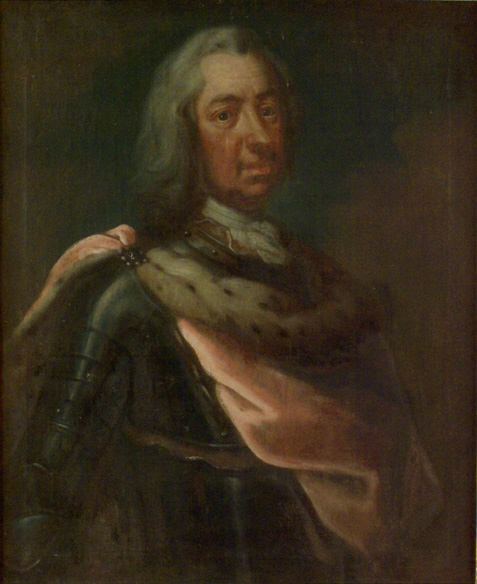
Charles Emil Lewenhaupt
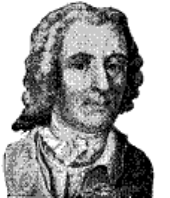
Mattias Alexander von Ungern-Sternberg
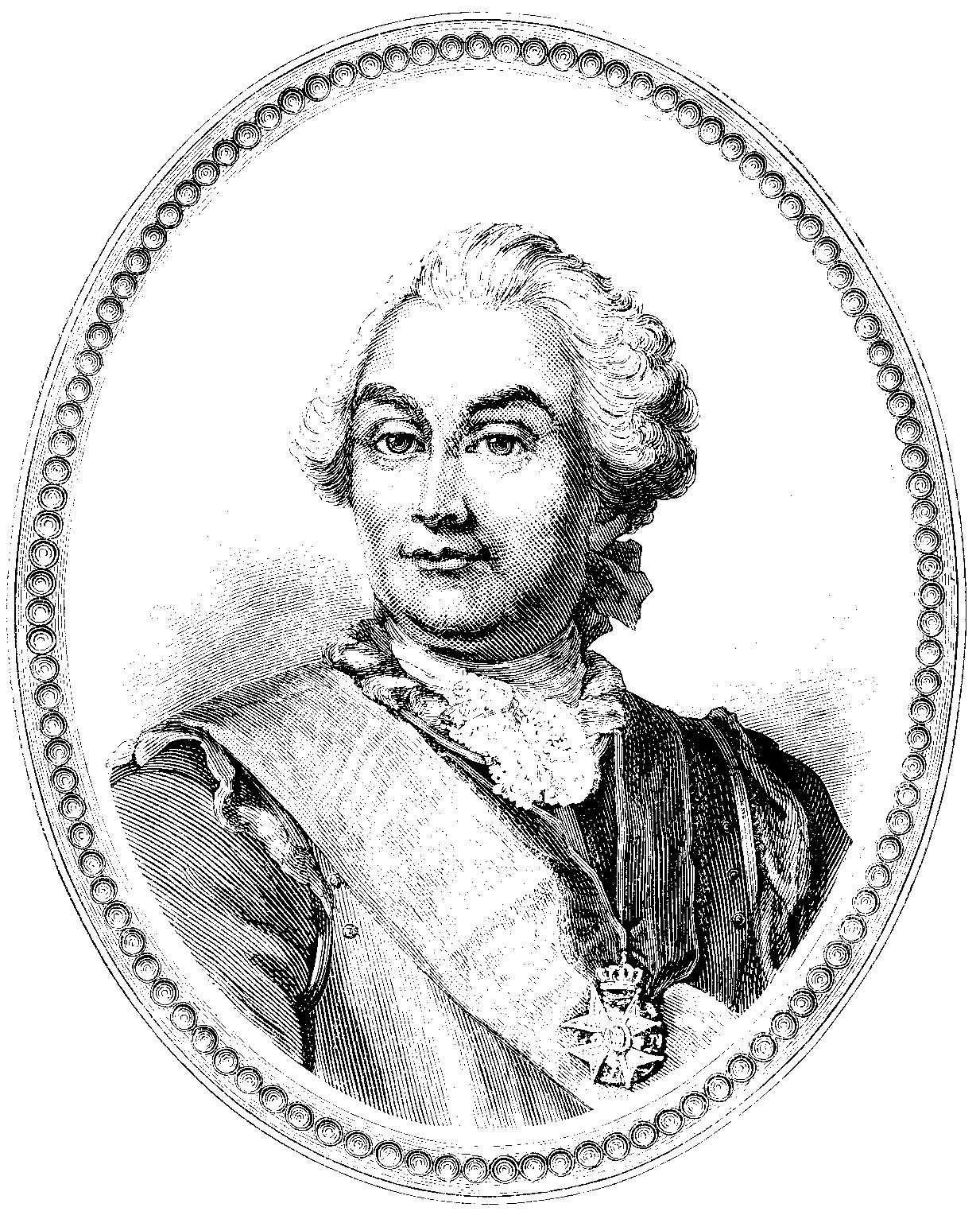
Axel von Fersen „Starszy"

## Landmarszałkowie (według dat posiedzeń parlamentu)
- Per Brahe (1629)
- Johan Pontusson De la Gardie (1630)
- Svante Larsson Sparre (1649–1651)
- Christer Bonde (1652)
- Johan Gyllenstierna (1668)
- Claes Fleming (1680)
- Fabian Wrede (1682)
- Erik Lindschöld (1686)
- Jakob Gyllenborg (1693)
- Per Ribbing (1719)
- Arvid Horn, (partia czapek) (1720)
- Swen Lagerberg, (partia czapek) (1723)
- Arvid Horn, (1726–1727, 1731)
- Charles Emil Lewenhaupt (1734)
- Carl Gustaf Tessin, (partia kapeluszy) (1738–1739)
- Charles Emil Lewenhaupt (1740–41)
- Mattias Alexander von Ungern-Sternberg, (partia czapek) (1742–1743)
- Mattias Alexander von Ungern-Sternberg, (partia czapek) (1746–1747)
- Henning Gyllenborg, (partia kapeluszy) (1751–1752)
- Axel von Fersen, (partia kapeluszy) (1755–1756, 1760–1762)
- Thure Gustaf Rudbeck, (partia czapek) (1765)
- Axel von Fersen (1769–1770)
- Axel Gabriel Leijonhufvud (1771–1772)
- Eric Ruuth (1792)
- Magnus Fredrik Brahe (1800)
- Johan Christopher Toll (1800)
- Carl Carlsson Mörner (1815)
- Carl De Geer (1823, 1828–1830)
- Jacob De la Gardie (1834–1835)
- Henning Hamilton (1848, 1853–1854, 1856–1858)
- Gustaf Lagerbjelke (1862–1863, 1865–1866)